# 西海市立西海東小学校
西海市立西海東小学校（さいかいしりつ さいかいひがししょうがっこう, Saikai City Saikaihigashi Elementary School）は、長崎県西海市西海町丹納（たんのう）郷にある公立小学校。略称「西海東」（さいかいひがし）、「東小」（ひがししょう）。

## 概要
歴史
1875年（明治8年）に開校した「公立下等丹納小学校」を前身とする。2010年（平成22年）に創立から135年（統合から46年）を迎えた。
学校教育目標
「豊かな心を持ち、心身ともにたくましく、かしこい子どもの育成」
校章
瀬川小学校時代の校章をほとんど継承し、中央の「瀬川」の文字（縦書き）を「東小」の文字（縦書き）に変更しただけである。
校歌
瀬川小学校時代の1959年（昭和34年）に校歌が制定された。作詞は原口喜久也、作曲は富永博による。歌詞は3番まであり、制定当時は各番に校名の「瀬川小学校」が登場していた。東小学校に改称した1978年（昭和53年）に「瀬川」の部分が「東」に改定された。それ以外は詞と曲は全く同じである。
校区
住所表記で西海市西海町の後に「川内上（丹納・江里・石田・木場）、川内下（日守・太田原・開田・浜・古里・高地）、水浦（畑下・水浦・小郡）、天久保（第1・第2）、黒口（丸尾・村・上・崎辺・大岳）、中浦（奥野地区の木場郷）」が続く地域。中学校区は西海市立西海中学校。

## 沿革
前史
- 1870年（明治3年）- 大村藩庁の命により、川内村旧藩庄屋跡の家屋に村学校を設置し、児童の教育を開始。
  - 面高（おもだか）・横瀬・川内・大串4村の児童約70～80名を収容。
- 1871年（明治4年）- 廃藩置県により、村学校が廃止される。
- 1872年（明治5年）- 学制の施行により、横瀬小学校が設置される。
- 1874年（明治7年）- 横瀬小学校が廃止される。

正史
- 1875年（明治8年）
  - 横瀬村の旧庄屋跡に「公立下等横瀬小学校」が設置される。
  - 河内村の八幡神社廃社跡（現・西海東小学校校地の一部）に「公立下等丹納郷小学校」が設置される（創立年）。
  - 水浦・畑下・小郡に関しては、山頭に「公立下等水浦小学校」が設置される。
- 1886年（明治19年）9月 - 小学校令の施行により、簡易科（3年制）を設置し、「簡易横瀬小学校」・「簡易丹納小学校」・「簡易水浦小学校」に改称。
- 1889年（明治22年）4月 - 町村制の施行により、横瀬村と川内村が合併し「瀬川村」が発足し、丹納小学校を「簡易瀬川小学校」に改称。
- 1890年（明治23年）10月 - 小学校令が改正され、簡易科を廃止し、尋常科（4年制）を設置した上で、丹納小学校が「尋常瀬川小学校」に改称。
  - 横瀬小学校と水浦小学校も「尋常横瀬小学校」、「尋常水浦小学校」に改称。
- 1893年（明治26年）4月 - 小学校令の一部改正により、「横瀬尋常小学校」・「瀬川尋常小学校」・「水浦尋常小学校」に改称（「尋常」の位置が変わる）。
- 1896年（明治29年）4月 - 瀬川尋常小学校が高等科を併置し「瀬川尋常高等小学校」（尋常科4年・高等科4年）に改称。
- 1899年（明治32年）- 水浦尋常小学校を統合し、水浦分教場と川内分教場を設置。
- 1905年（明治38年）- 北校舎1棟を増築。
- 1908年（明治41年）4月 - 小学校令の一部改正により、義務教育年限が尋常科4年から尋常科6年に延長されたため、修業年限を尋常科6年・高等科2年に改定。
- 1909年（明治42年）- 横瀬尋常小学校を統合し、横瀬分教場とする。
- 1913年（大正2年）4月8日 - 瀬川農業補習学校を併設。
- 1918年（大正7年）4月 - 併設の農業補習学校に女子部が新設される。
- 1925年（大正14年）4月 - 水浦分教場と川内分教場を廃止し、本校に統合。本校を増築。
- 1926年（大正15年/昭和元年）- 校旗を新調。
- 1929年（昭和4年）- 校舎を増築。第1回奥野ヶ原5村連合体育会を開催。
- 1935年（昭和10年）6月1日 - 青年学校令の施行により、併設の農業補習学校が「瀬川青年学校」に改称。
- 1941年（昭和16年）4月 - 国民学校令の施行により、「瀬川村国民学校」（初等科6年・高等科2年）に改称。
- 1947年（昭和22年）4月 - 学制改革（六・三制の実施）が行われる。
  - 旧・国民学校の初等科が改組され、「瀬川村立瀬川小学校」（6年制）が発足。横瀬分教場を横瀬分校とする。
  - 旧・国民学校の高等科が改組され、「瀬川村立瀬川中学校」（新制中学校,3年制）となり、当面の間小学校に併設される。
- 1948年（昭和23年）
  - 3月31日 - 瀬川青年学校が廃止される。
  - 12月4日 - 横瀬分校の新校舎が完成。
- 1957年（昭和32年）4月1日 - 瀬川村が西海村に編入され、「西海村立瀬川小学校」に改称。
- 1958年（昭和33年）10月1日 - 横瀬分校が面高小学校面高分校と統合され、西海村立北小学校として独立。
- 1959年（昭和34年）3月20日 - 校歌を制定。
- 1969年（昭和44年）
  - 1月1日 - 町制施行により、「西海町立瀬川小学校」に改称。
  - 7月 - 北側旧校舎を解体し、鉄筋コンクリート造の新校舎が完成。
- 1972年（昭和47年）1月 - 旧役場跡に西海町立学校給食共同調理場が完成し、完全給食を開始。
- 1977年（昭和52年）3月 - 体育館が完成。
- 1978年（昭和53年）4月1日 - 「西海町立東小学校」に改称。これに伴い、校歌・校章の「瀬川」部分を「東」に変更。
  - この時学区改定により、西海町立面高小学校区の天久保・黒口地区の児童70名が編入。
- 1993年（平成5年）- 校舎を大幅に改造。
- 2005年（平成17年）4月1日 - 西海市の発足により、「西海市立西海東小学校」（現校名）と改称。

## 交通アクセス
最寄りのバス停
- さいかい交通（長崎自動車（長崎バス））「東小学校前」バス停

最寄りの道路
- 国道202号

## 周辺
- 瀬川保育園
- 西海市立西海中学校（旧・西海市立西海北中学校）
- 西海市立西海学校給食共同調理場
- JA長崎西彼西海支店
- 西海市役所西海総合支所

## 参考資料
- 「西海町郷土誌」（2005年（平成17年）3月31日（閉町日）発行, 西海町教育委員会）p.540～
- 「西彼杵郡現勢一班」（1926年（昭和元年）12月31日発行, 出版:郡役所廃止記念会）- 国立国会図書館近代デジタルライブラリー p.322（コマ番号172）